# 鲍里斯·科斯蒂奇
鲍里斯·科斯蒂奇（羅馬化：Boris Kostić，1944年—2019年12月9日），塞尔维亚男子手球运动员。他曾代表南斯拉夫国家队参加1970年世界男子手球锦标赛，获得铜牌。